# Syndrom Stendhala (film)
Syndrom Stendhala – włoski thriller z 1996 roku na podstawie powieści Grazielli Magherini.

## Obsada
- Asia Argento – Detektyw Anna Manni
- Thomas Kretschmann – Alfredo Grossi
- Marco Leonardi – Marco Longhi
- Luigi Diberti – Inspektor Manetti
- Paolo Bonacelli – Dr Cavanna
- Julien Lambroschini – Marie
- John Quentin – Ojciec Anny
- Sonia Topazio – Ofiara we Florencji
- Lorenzo Crespi – Giulio
- Eleonora Vizzini – Anna (dziecko)
- Maximilian Nisi – Luigi
- Leonardo Ferrantini – Alessandro
- Sandro Giordano – Fausto

## Fabuła
Młoda policjantka Anna Manni prowadzi śledztwo w sprawie seryjnego mordercy i gwałciciela, który terroryzuje Rzym. Dostaje informacje, że podejrzanego widziano w muzeum Galerii Uffizich we Florencji. Anna cierpi jednak na "syndrom Stendhala" - podczas kontaktu z dziełem sztuki dostaje halucynacji. Kiedy budzi się, nie pamięta kim jest.

## Nagrody i nominacje
Nagrody Saturn 1999
- Najlepsze wydanie filmu na kasetę wideo (nominacja)